# Jalan Asia-Afrika
Jalan Asia-Afrika (vroeger: onderdeel van de Grote Postweg) is een straat in Bandung, de hoofdstad van Indonesische provincie West-Java. De straat is vernoemd naar de Asia-Afrika conferentie. De straat loopt langs de alun-alun en aan de weg liggen diverse historische gebouwen, waaronder Hotel Preanger, Hotel Savoy Homann en natuurlijk Gedung Merdeka, het gebouw waar de Asia-Afrika conferentie plaatsvond.